# لینوود (میشیگان)
لینوود (به انگلیسی: Linwood) یک منطقهٔ مسکونی در ایالات متحده آمریکا است که در شهرستان بی، میشیگان واقع شده‌است. لینوود ۱۷۸ متر بالاتر از سطح دریا واقع شده‌است.